# Lohovska Brda
Lohovska Brda so naselje v občini Bihać, Bosna in Hercegovina. 

## Deli naselja
Lohovska Brda.

## Prebivalstvo
| Pregled števila prebivalcev po letih | Pregled števila prebivalcev po letih | Pregled števila prebivalcev po letih | Pregled števila prebivalcev po letih | Pregled števila prebivalcev po letih | Pregled števila prebivalcev po letih |
| ------------------------------------ | ------------------------------------ | ------------------------------------ | ------------------------------------ | ------------------------------------ | ------------------------------------ |
| 1948                                 | 1953                                 | 1961                                 | 1971                                 | 1981                                 | 1991                                 |
| -                                    | -                                    | -                                    | 27                                   | 19                                   | 0                                    |

| Narodna sestava prebivalstva po letih                                                                                      | Narodna sestava prebivalstva po letih                                                                                      | Narodna sestava prebivalstva po letih                                                                                 |
| --- | --- | --- |
| 1971 | 1981 | 1991 |
| . skupaj: 27 Hrvati 16 (59,25 %) Srbi 11 (40,74 %) Muslimani 0 (0,00 %) Jugoslovani 0 (0,00 %) drugi in neznano 0 (0,00 %) | . skupaj: 19 Srbi 13 (68,42 %) Hrvati 4 (21,05 %) Muslimani 0 (0,00 %) Jugoslovani 2 (10,52 %) drugi in neznano 0 (0,00 %) | . skupaj: 0 Hrvati 0 (0,00 %) Muslimani 0 (0,00 %) Srbi 0 (0,00 %) Jugoslovani 0 (0,00 %) drugi in neznano 0 (0,00 %) |